# Remember (Lied)
Remember (englisch für Erinnern) ist ein Lied der US-amerikanischen Metal-Band Disturbed. Es wurde am 3. Dezember 2002 über Reprise Records veröffentlicht und ist die zweite Single des zweiten Studioalbums Believe. 

## Inhalt
Remember ist ein Alternative-/Nu-Metal-Lied, das von den Bandmitgliedern Dan Donegan, David Draiman, Mike Wengren und Steve Kmak geschrieben wurde. Der Text ist in englischer Sprache verfasst. Remember ist 4:12 Minuten lang, wurde in der Tonart cis-Moll geschrieben und weist ein Tempo von 164 BPM auf. Produziert wurde das Lied von Johnny K, der mit bürgerlichen Namen John Karkazis heißt. Aufgenommen wurde der Titel in den Groovemaster Studios in Chicago. Gitarrist Dan Donegan erklärte, dass das Gitarrenriff während der Strophen einen außergewöhnlichen Takt aufweist und lange darüber nachdachte, das Riff in einen einfacheren 4/4-Takt umzuändern. Das Lied beschäftige sich mit den Versuchungen, die den Musikern auf einer Tournee begegnen. Laut Sänger David Draiman ist es notwendig, diesen Versuchungen zu widerstehen. Es wäre unverantwortlich, nicht auf sich selbst acht zu geben.
Für das Lied wurde in Los Angeles ein Musikvideo gedreht, bei dem die Gebrüder Strause Regie führten und Sänger David Draiman als Co-Regisseur auftrat. In dem Video sieht man die Musiker bei einem Konzert auf ihrem Weg von der Umkleidekabine zur Bühne. Dabei soll gezeigt werden, welche Opfer sie für ihre Karriere gebracht haben. So sieht Gitarrist Dan Donagan einen Vater, der seiner kleinen Tochter die Schnürsenkel zubindet. Bassist Steve Kmak sieht zwei streitende Brüder, während Schlagzeuger Mike Wengren zwei Frauen sieht, die ihm Avancen machen. Wengren erinnerte sich an seine ehemalige Verlobte, die ihren Ring wütend nach ihm warf, weil er die Band nicht für sie aufgeben wollte.

## Rezeption

### Rezensionen
Ein namentlich nicht genannter Rezensent des Onlinemagazins Metal1.info bezeichnete Remember als „den besten Song des Albums“, der „durch eine düstere, teils melancholische Atmosphäre zu überzeugen weiß“. Dürfte er das Lied einzeln bewerten würde er elf von zehn Punkten vergeben. Bradley Torreano vom Onlinemagazin Allmusic bezeichnete Remember als „Höhepunkt des Albums“, weil es „episch und teilweise tragisch“ ist.

### Chartplatzierung
| ChartsChartplatzierungen     | Höchstplatzierung | Wochen |
| ---------------------------- | ----------------- | ------ |
| Vereinigtes Königreich (OCC) | 56 (2 Wo.)        | 2      |

Darüber hinaus belegte das Lied Platz sechs der Billboard Mainstream Rock Songs und blieb für 30 Wochen in diesen Charts, die Lieder der Anzahl der Radioübertragungen listet.
Das Magazine Loudwire veröffentlichte im Juli 2015 eine Liste der 15 besten Lieder von Disturbed. Dabei belegte Remember Platz elf.